# Acido solfanilico
L'acido solfanilico è un acido solfonico. Il composto presenta anche un gruppo amminico, ma non può essere classificato come ammina, in quanto, in base ad una scala di priorità relativa alla classificazione, gli acidi solfonici prevalgono sulle ammine e pertanto un composto che presenta entrambi i gruppi verrà per convenzione classificato come acido solfonico.
A temperatura ambiente si presenta come un solido incolore quasi inodore. È un composto irritante. Viene impiegato nella reazione di Griess per la determinazione dei nitriti.

## Sintesi
L'acido solfanilico può essere prodotto mediante solfonazione dell'anilina, la reazione in genere non procede direttamente in SEAr per via del carattere basico dell'anilina, ma richiede un riarrangiamento che può essere svolto per irraggiamento con microonde (pochi minuti) o riscaldamento (diverse ore).

## Applicazioni
Poiché il composto forma prontamente composti diazoici, viene usato per produrre coloranti e sulfamidici. Questa proprietà viene anche utilizzata per l'analisi quantitativa di ioni nitrato e nitrito mediante reazione di accoppiamento del diazonio con N-(1-naftil) etilendiammina, risultante in un colorante azoico, e la concentrazione di ioni nitrato o nitrito viene dedotta dall'intensità del colore del risultante soluzione rossa per colorimetria.
È anche usato come standard nell'analisi della combustione e nella reazione di Pauly.
Viene usato inoltre come intermedio nella produzione di coloranti alimentari gialli, applicazioni farmaceutiche specifiche, sbiancanti ottici per carta bianca e come additivo per calcestruzzo. L'acido solfanilico intermedio può essere acquistato in quattro diversi gradi: grado tecnico, grado puro, soluzione di solfanilato di sodio e polvere secca di solfanilato di sodio.

## Derivati
- Metilarancio (reazione con dimetilanilina)
- Acido arancio 7 (reazione con 2-naftolo)
- Crisoina resorcinolo (reazione con resorcinolo)

## Usi finali
L'acido solfanilico ha quattro utilizzi primari. Viene utilizzato come intermedio nella produzione di coloranti alimentari gialli, applicazioni farmaceutiche specifiche, sbiancanti ottici per carta bianca e come additivo per calcestruzzo. L'acido solfanilico intermedio può essere acquistato in quattro diversi gradi: grado tecnico, grado puro, soluzione di solfanilato di sodio e polvere secca di solfanilato di sodio.